# Bocula diffisa
Bocula diffisa là một loài bướm đêm trong họ Noctuidae.